# Parafia Najświętszego Serca Pana Jezusa w Kostopolu
Parafia Najświętszego Serca Pana Jezusa w Kostopolu – parafia rzymskokatolicka w Kostopolu, należy do dekanatu Równe w diecezji łuckiej.

## Duszpasterze

### Proboszcz
- ks. Władysław Czajka - od 1992
- ks. Oleg Firsow
- ks. Andrzej Ignacy Parusiński

### Wikariusz
- ks. Grzegorz Józef Draus - od 2000